# Municipio de Wells (condado de Marquette)
El municipio de Wells (en inglés: Wells Township) es un municipio ubicado en el condado de Marquette en el estado estadounidense de Míchigan. En el año 2010 tenía una población de 231 habitantes y una densidad poblacional de 0,58 personas por km².

## Geografía
El municipio de Wells se encuentra ubicado en las coordenadas 46°3′50″N 87°28′53″O / 46.06389, -87.48139. Según la Oficina del Censo de los Estados Unidos, el municipio tiene una superficie total de 401.28 km², de la cual 399,14 km² corresponden a tierra firme y (0,53 %) 2,14 km² es agua.

## Demografía
Según el censo de 2010, había 231 personas residiendo en el municipio de Wells. La densidad de población era de 0,58 hab./km². De los 231 habitantes, el municipio de Wells estaba compuesto por el 99,13 % blancos y el 0,87 % eran de una mezcla de razas. Del total de la población el 0 % eran hispanos o latinos de cualquier raza.